# Sambucus

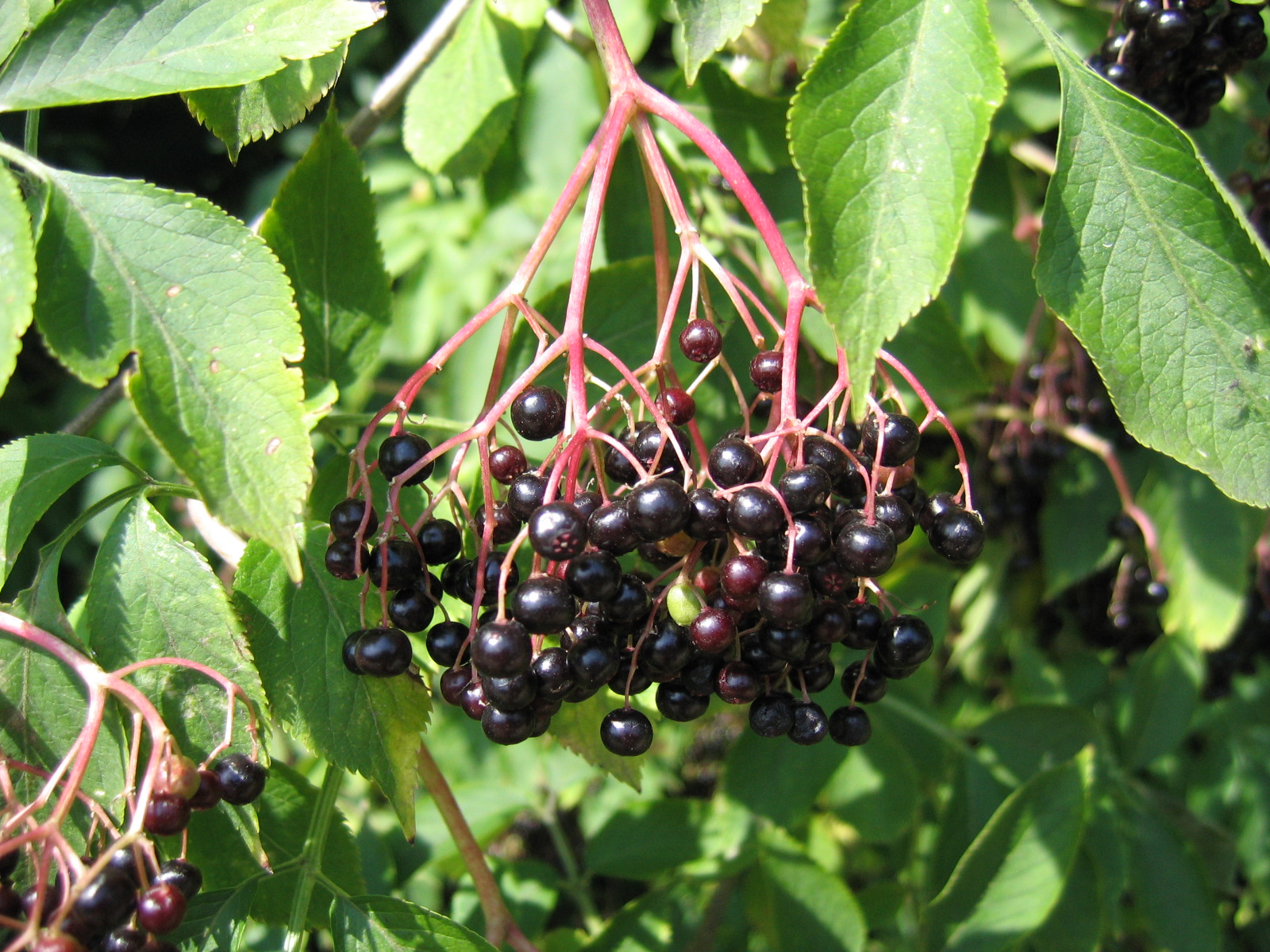
Frutos maduros de Sambucus nigra.

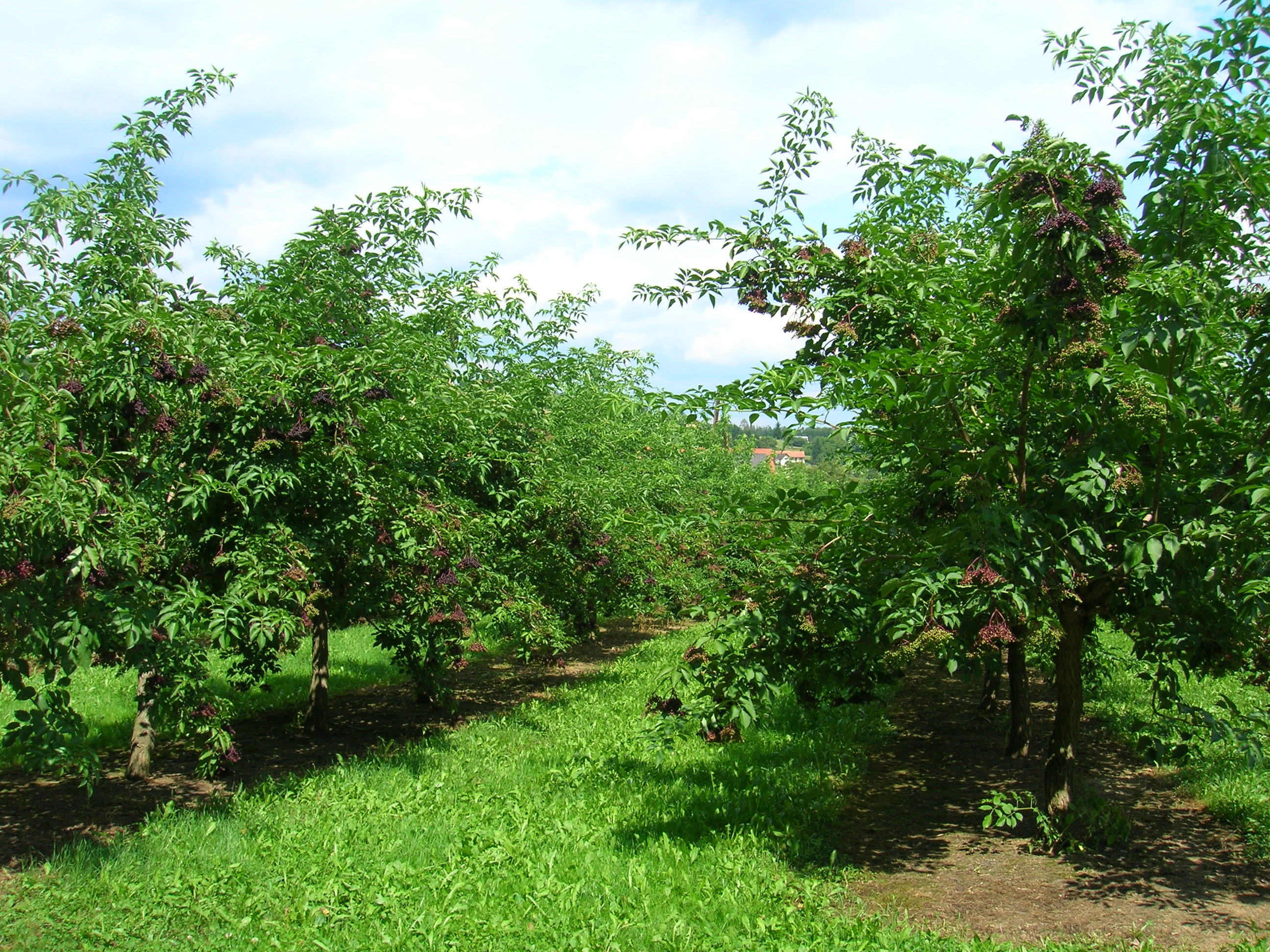
Cultivo de sabugueiros na Estíria (Áustria).

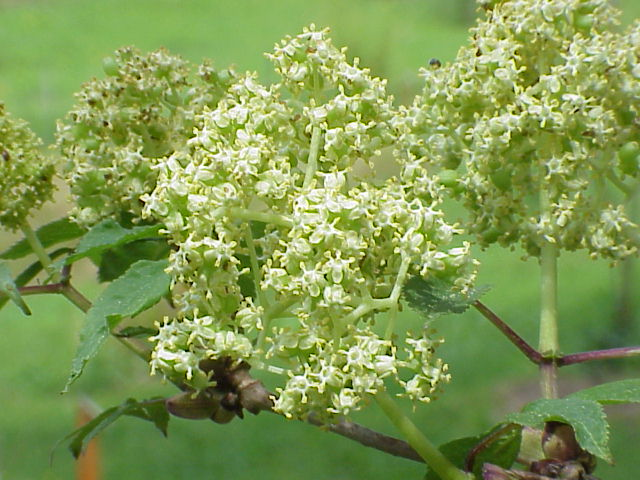
Sabugueiro-vermelho (Sambucus racemosa).

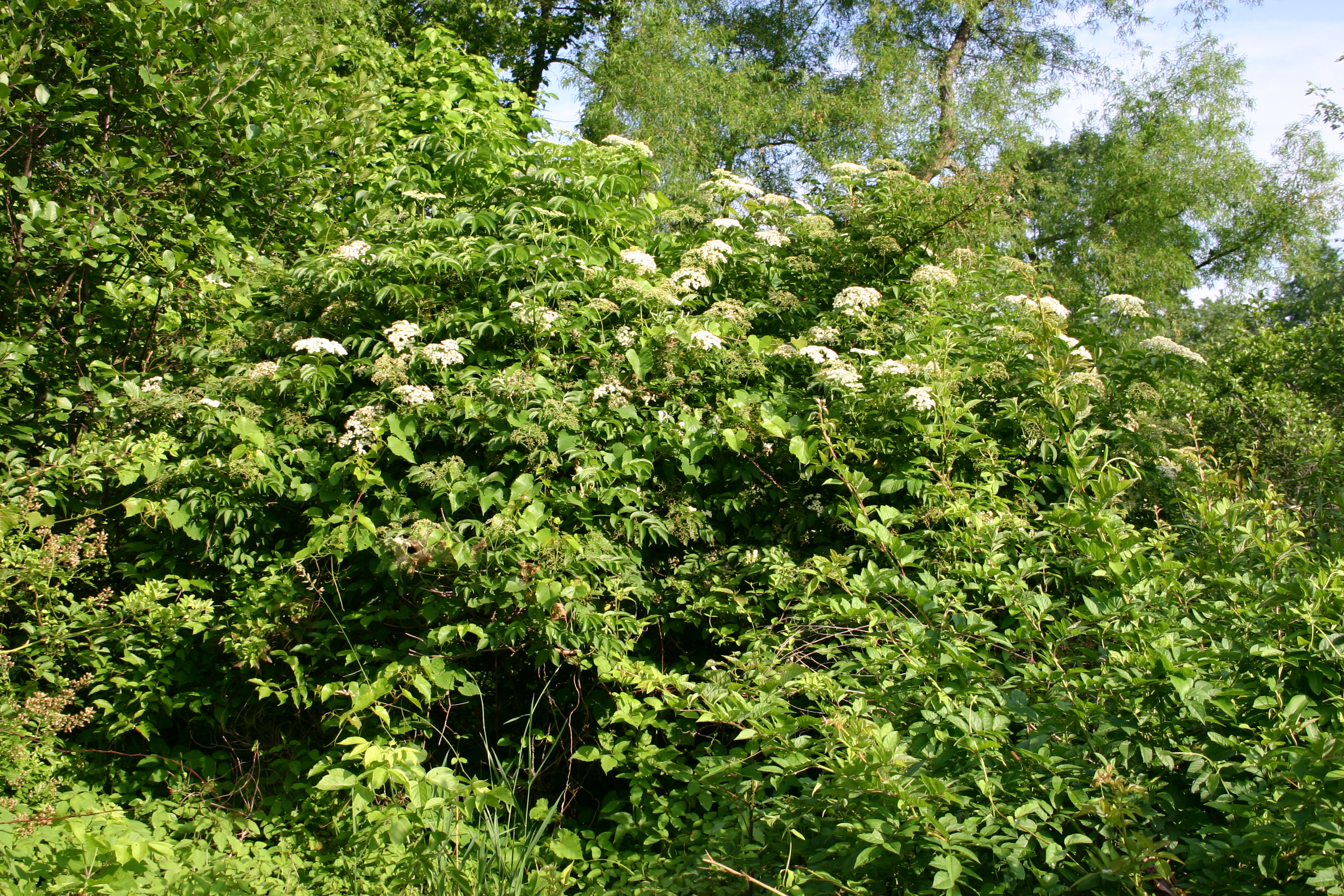
Sambucus canadensis.

Sambucus é um género botânico, classificado pelo cientista Linnaeus, pertencente à família Adoxaceae (anteriormente ao Sistema APG integrava a família Caprifoliaceae) que agrupa as árvores e arbustos conhecidos pelo nome comum de sabugueiros. O género é originário das regiões temperadas e subtropicais de ambos hemisférios, embora tenha mais expressão no Hemisfério Norte. Inclui diversos complexos específicos, razão pela qual varia entre 5 e 30 o número de espécies aceites. Algumas espécies têm interesse como plantas ornamentais e como produtoras de flores e bagas utilizadas na confecção de bebidas e doces. Algumas espécies são consideradas plantas medicinais.

## Descrição
O género Sambucus integra arbustos e pequenas árvores, embora inclua também pelo menos duas espécies de pequenos arbustos com características essencialmente herbáceas. As folhas, com 5-30 cm de comprimento, são pinadas, com 5-9 folíolos (raramente 3 ou 11) de margens serradas.
Os grandes grupos de pequenas flores, de coloração branca ou creme, florescem nos finais da primavera, e são seguidas por pequenos grupos de bagas que quando amadurecem adquirem coloração negra, negro-azulada ou vermelha (raramente de coloração amarela ou branca).

## Etnobotânica
O descobrimento por parte do ser humano data da Antiguidade, com diversos usos[carece de fontes?]. É nativa da Europa e do norte da África e disseminou-se facilmente pelo mundo todo, sendo inclusive objeto de muitas lendas, folclore e superstição[carece de fontes?]. Dizia a lenda que, de sua madeira foi feita a cruz onde Cristo morreu. Isso porque ao espremer o fruto do sabugueiro escorre um suco de cor vermelho-sangue. Dizia-se dar azar cortar um sabugueiro[carece de fontes?]. A folha do sabugueiro é boa para gripes, resfriados, tosse, sarampo e caxumba[carece de fontes?].
Planta arbustiva, de 2 a 4 metros. Flores pequenas, muito brancas. Exalam perfume agradável.
As folhas, galhos, ramos, sementes e raízes contêm um glicosídeo de cianeto de indução (a glicosídeo que dá origem a cianeto como o metabolismo processa-lo). Ingerir qualquer destas peças em quantidade suficiente podem causar uma acumulação tóxica de cianeto no corpo.
Devido à possibilidade de intoxicação por cianeto, as crianças devem ser desencorajados a fazer apitos, estilingues ou outros brinquedos de sabugueiro de madeira. Além disso, "chás de ervas" feito com folhas de sabugueiro (que contêm glicosídeos cianogênicos) devem ser tratados com muita cautela. No entanto, frutos maduros (polpa e pele) são seguros para comer.
As variedades ornamentais de sabugueiro são cultivadas em jardins por serem flores vistosas, frutas e folhas rendadas.
Espécies nativas de sabugueiro são frequentemente plantadas por pessoas que desejem apoiar a borboleta nativa e espécies de aves.

### Na cultura popular
- A varinha mais poderosa do Mundo Mágico de Harry Potter é uma varinha feita de sabugueiro conhecida como a "varinha das varinhas" (Elder Wand).
- No filme Monty Python - Em Busca do Cálice Sagrado, o guardião do castelo francês insulta o Rei Arthur dizendo-lhe que "sua mãe era um hamster e seu pai cheirava a sabugueiro".
- O clássico da música sertaneja brasileira "Lampião de Gás", tornado famoso por Inezita Barroso, menciona um sabugueiro localizado na Rua da Graça, no bairro do Bom Retiro, em São Paulo.

## Espécies
| - Sambucus australis - Sambucus nigra - Sambucus caerulea - Sambucus canadensis - Sambucus mexicana - Sambucus simpsonii - Sambucus peruviana - Sambucus velutina - Sambucus lanceolata - Sambucus melanocarpa - Sambucus callicarpa - Sambucus chinensis | - Sambucus microbotrys - Sambucus pubens - Sambucus racemosa - Sambucus sieboldiana - Sambucus tigranii - Sambucus williamsii - Sambucus australasica - Sambucus gaudichaudiana - Sambucus adnata - Sambucus ebulus |

- Lista das espécies

## Classificação lineana do género
| Sistema | Classificação                     | Referência               |
| ------- | --------------------------------- | ------------------------ |
| Linné   | Classe Pentandria, ordem Trigynia | Species plantarum (1753) |